# Pablo Elier Sánchez
Pablo Elier Sánchez Salgado (Pinar del Río, 19 dicembre 1957) è un allenatore di calcio cubano, commissario tecnico della nazionale cubana.

## Carriera
Tra il 2013 ed il 2018 ha allenato il Pinar del Río, club della prima divisione cubana.
Il 16 luglio 2019 viene nominato CT della nazionale cubana. Esordisce sulla panchina della selezione caraibica il 7 settembre 2019 contro il Canada in CONCACAF Nations League, rimediando una sconfitta (6-0).